# Mezzaluna (araldica)
Mezzaluna è un termine utilizzato in araldica per indicare un segmento del circolo lunare che, nelle varie posizioni, prende aggettivi diversi; con le corna a sinistra è crescente, a destra è calante, con le corna in su è montante, in giù è rovesciata; può anche essere messa in banda o in sbarra.
Occorre definire con maggiore esattezza la differenza, se esiste, che passa tra mezzaluna e crescente. Si può ritenere che la mezzaluna, essendo derivata dalla luna, sia il cosiddetto crescente figurato, cioè con un profilo femminile, mentre il crescente sia quello geometrico. In questo caso i primi quattro esempi sotto riportati sarebbero in realtà dei crescenti e non delle mezzelune. La posizione crescente della mezzaluna non va necessariamente blasonata. In alcuni stemmi è presente la mezzaluna sopra un pilastro: in questo caso rappresenta la fedeltà verso la Sacra Romana Chiesa, e per questo motivo il pilastro che sorregge la mezzaluna viene chiamato "pilastro romano".

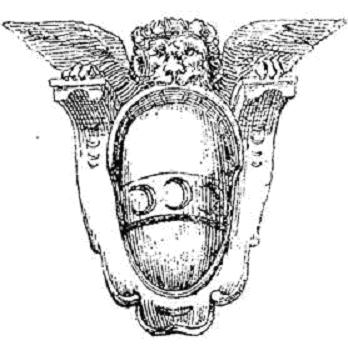
Mezzelune crescenti
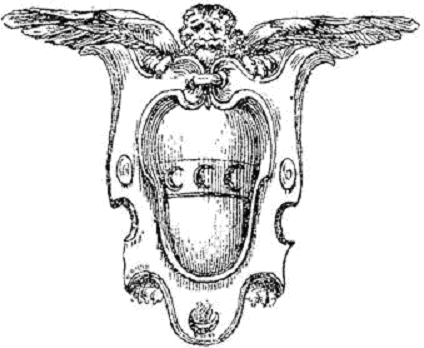
Mezzelune calanti
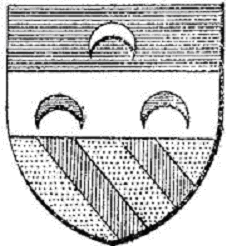
Mezzelune rovesciate
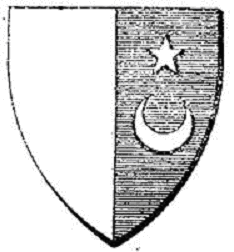
Mezzaluna montante
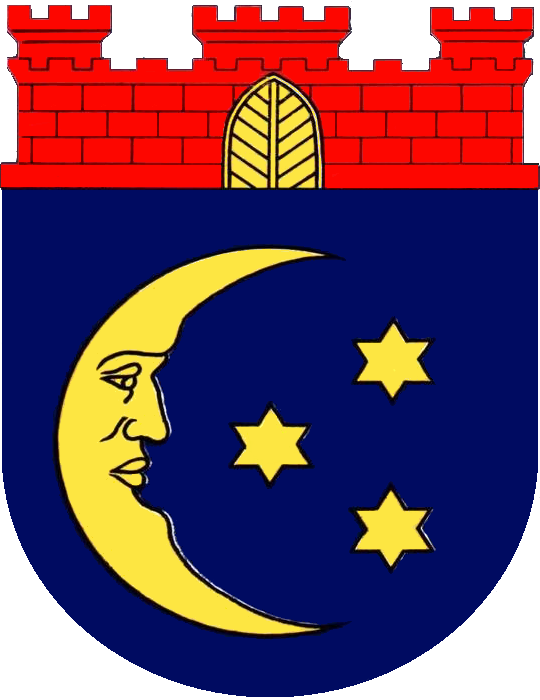
Mezzaluna rivolta (Grabow, Germania)
D'azzurro, alla mezzaluna d'oro (Boswil, Svizzera)